# Autobahn 3 (Belgien)
Die belgische Autobahn 3, französisch Autoroute 3, niederländisch Autosnelweg 3 genannt, verläuft auf 134 Kilometern von Brüssel über Lüttich bis zur deutschen Grenze bei Aachen, wo sie in die Bundesautobahn 44 übergeht.
Sie ist eine der sieben Autobahnen, die sternförmig von Brüssel aus durch Belgien führen, und bildet eine wichtige Ost-West-Verbindung. Die Autobahn beginnt im Osten von Brüssel und verläuft vorbei an Löwen und Lüttich. Nahe Lüttich am Kreuz Loncin kreuzt sie die A15. Vorbei an Lüttich verläuft die A3 entlang Verviers und Eupen bis zur Grenze.
Zwischen Herve und Walhorn verläuft die Strecke in Verkehrswegebündelung mit der HSL 3, einer belgischen Schnellfahrstrecke, die Lüttich mit der deutschen Grenze bei Aachen verbindet.
Die Autobahn wurde nach dem belgischen König Baudouin benannt. Dementsprechend heißt sie in Flämisch-Brabant Koning Boudewijnsnelweg, in Wallonisch-Brabant und in der Provinz Lüttich Autoroute Roi Baudouin bzw. in der Deutschsprachigen Gemeinschaft König-Baudouin-Autobahn.

## Verlauf als Europastraße
Auf der gesamten Strecke wird sie gleichzeitig als E 40 geführt, ab dem Kreuz Loncin außerdem bis Kreuz Cheratte als E 25 und als E 42 bis Kreuz Battice.

## Geschichte
Die Straßenplanungen der belgischen Regierung aus den 1950er Jahren fokussierten sich auf eine Verbindung des Hafen Antwerpen mit dem deutschen Straßennetz. Das erste Teilstück der neuen Autobahn Antwerpen–Lüttich zwischen Wommelgem und Herentals wurde bereits 1958 fertiggestellt. 1964 folgte die Verkehrsfreigabe ab dem Grenzübergang Lichtenbusch und der Abschnitt bis zum Autobahnkreuz Vottem bei Lüttich führt, war die Autobahn zwischen Antwerpen und Aachen fertiggestellt. Da Lichtenbusch der erste nach Ende des Zweiten Weltkriegs neu gebaute Autobahn-Grenzübergang in Europa war, fand die Vollendung der Autobahn sogar Erwähnung in der New York Times.
Nach einer längeren Phase der Planung wurde die Autobahn zwischen Brüssel und Lüttich in der Rekordzeit von 1969 (erster Spatenstich am 3. Dezember 1969) bis 1973 fertiggestellt.
| Abschnitt              | Eröffnung         |
| ---------------------- | ----------------- |
| Reyers – Evere         | 1973              |
| Evere – Sterrebeek     | 1971              |
| Sterrebeek – Leuven    | 1. Juni 1972      |
| Leuven – Waremme       | 12. November 1972 |
| Waremme – Crisnée      | 7. Juni 1972      |
| Crisnée – Hognoul      | Dezember 1971     |
| Hognoul – Kreuz Loncin | 1969              |

## Galerie

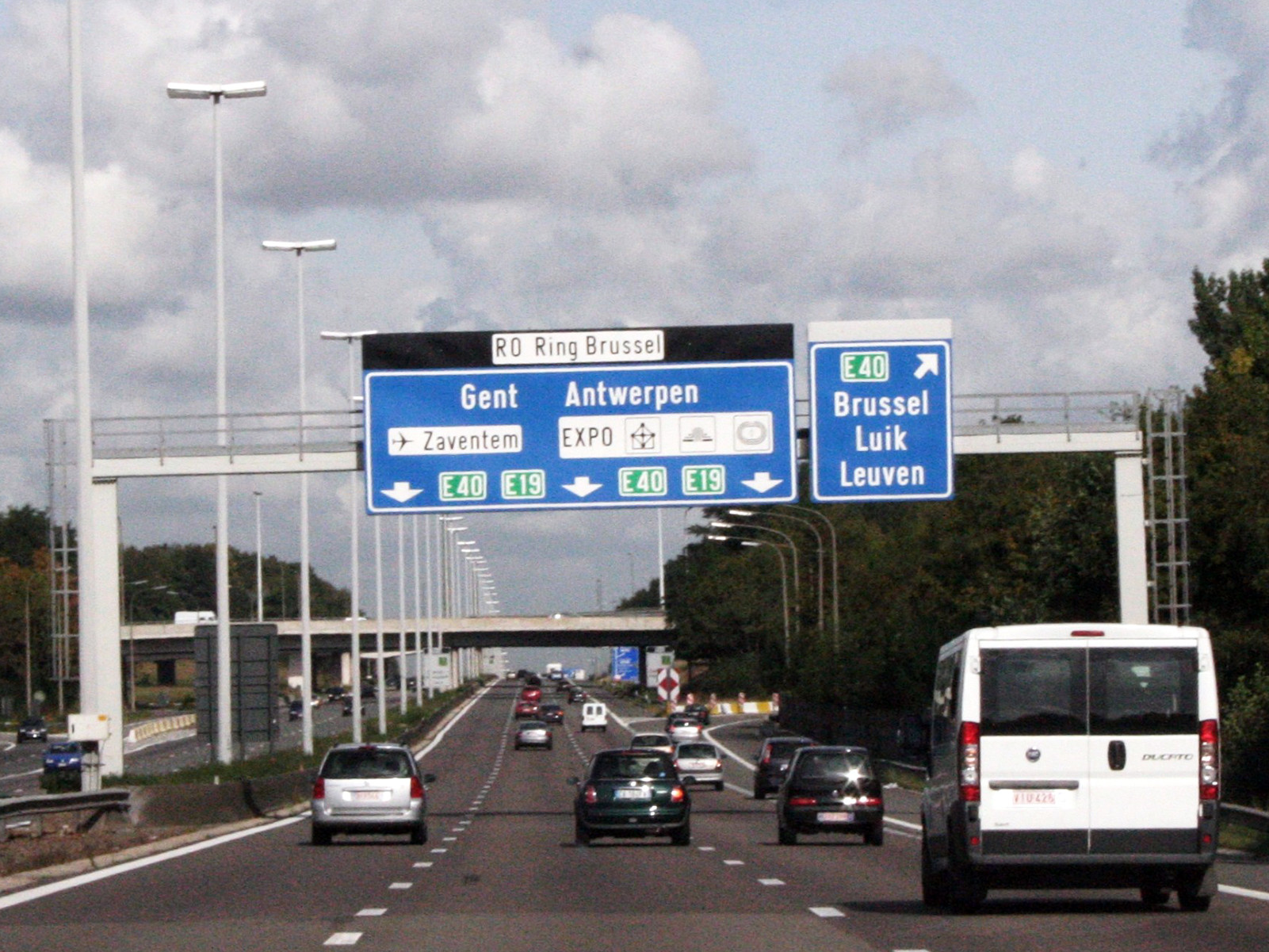
Die A3 bei Sint-Stevens-Woluwe
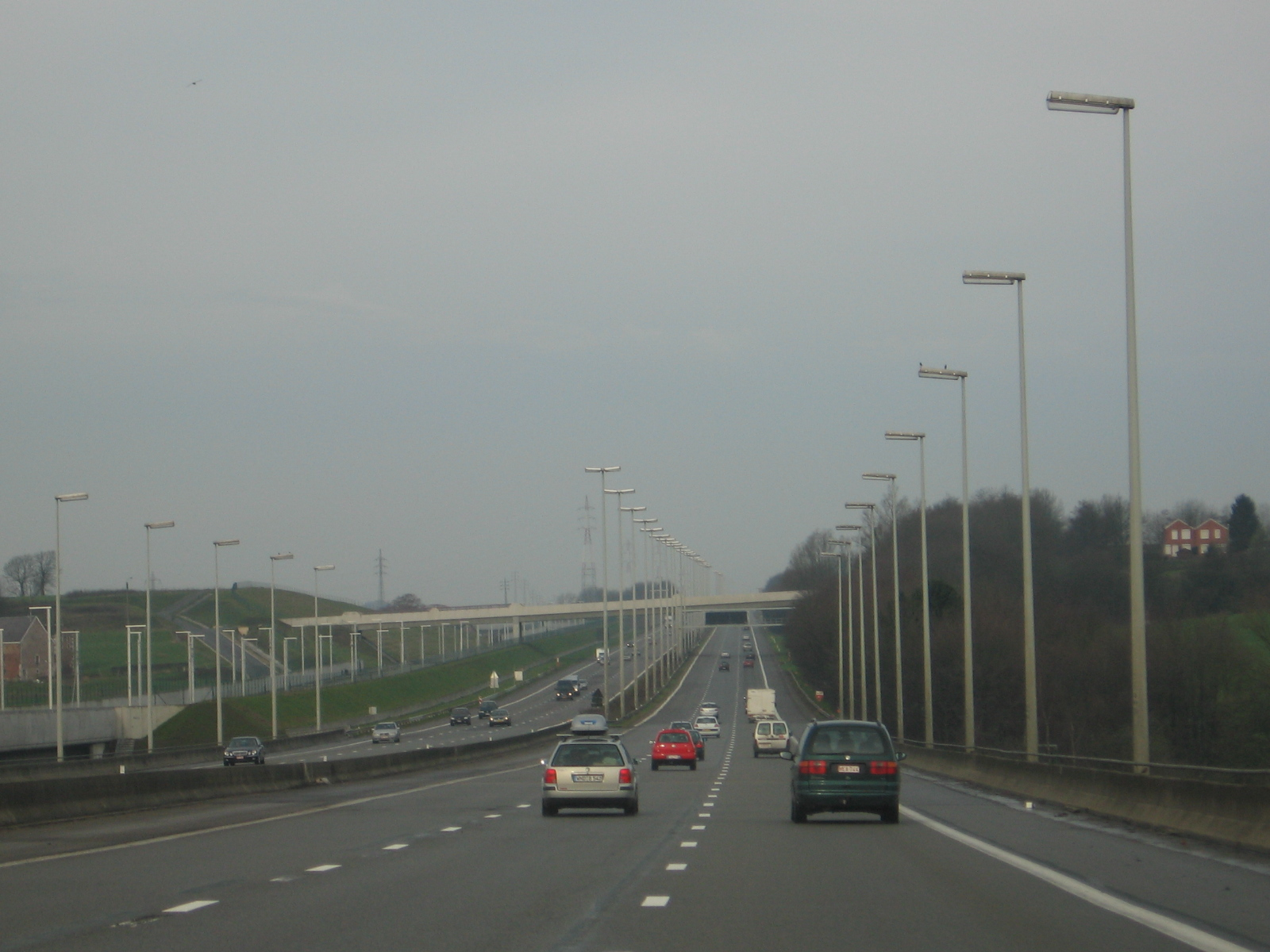
Die A3 zwischen Lüttich und Verviers
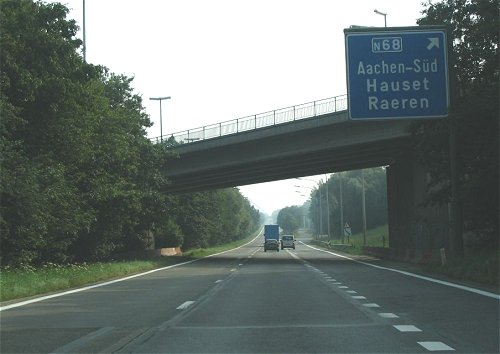
Die Ausfahrt (39) – Eynatten
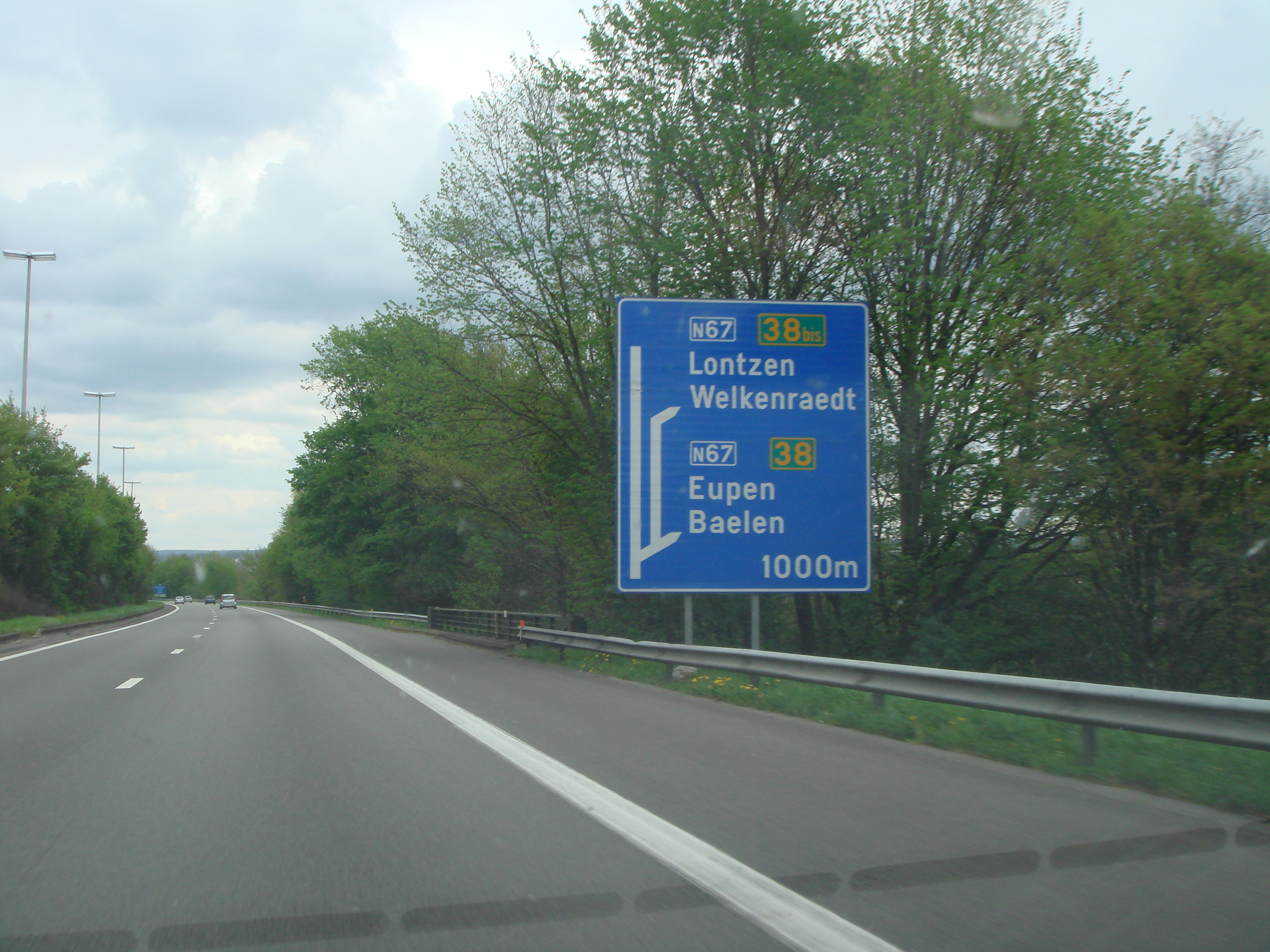
Die Ausfahrt (38) – Eupen
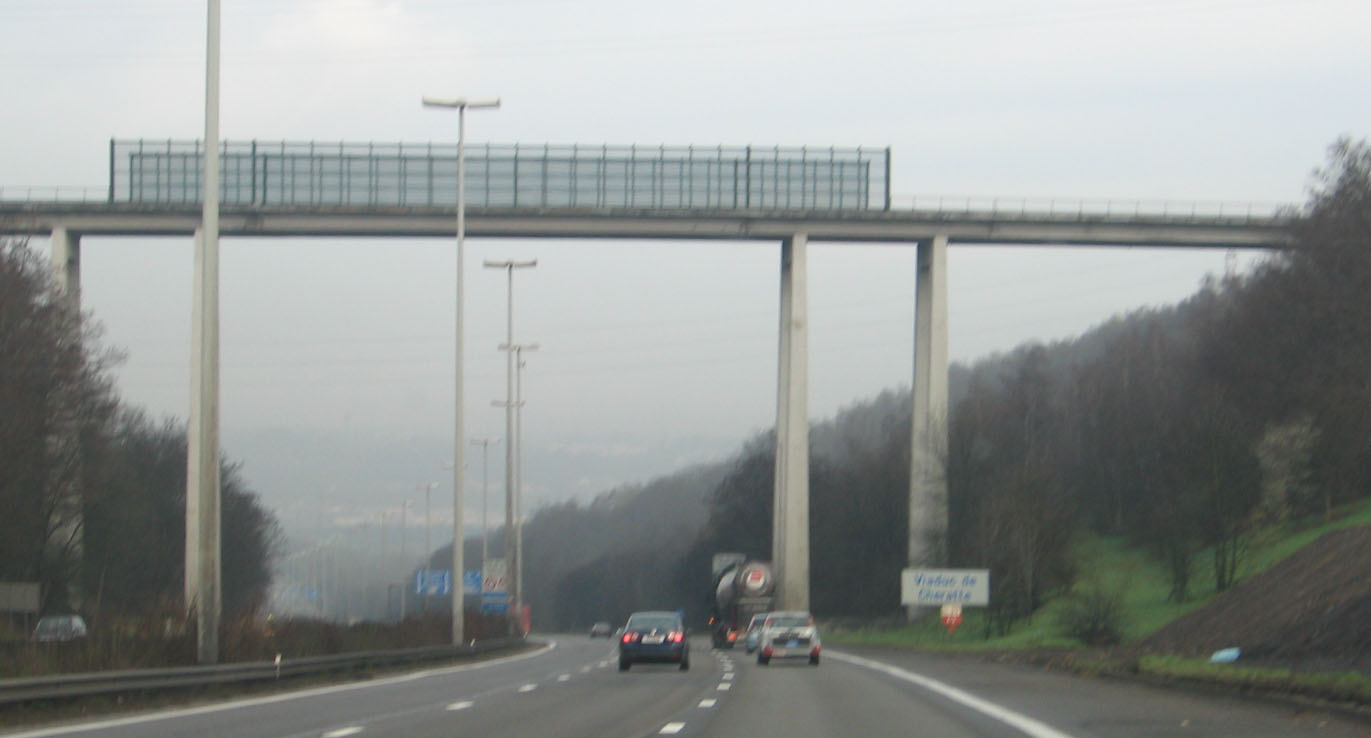
Cheratte Brücke
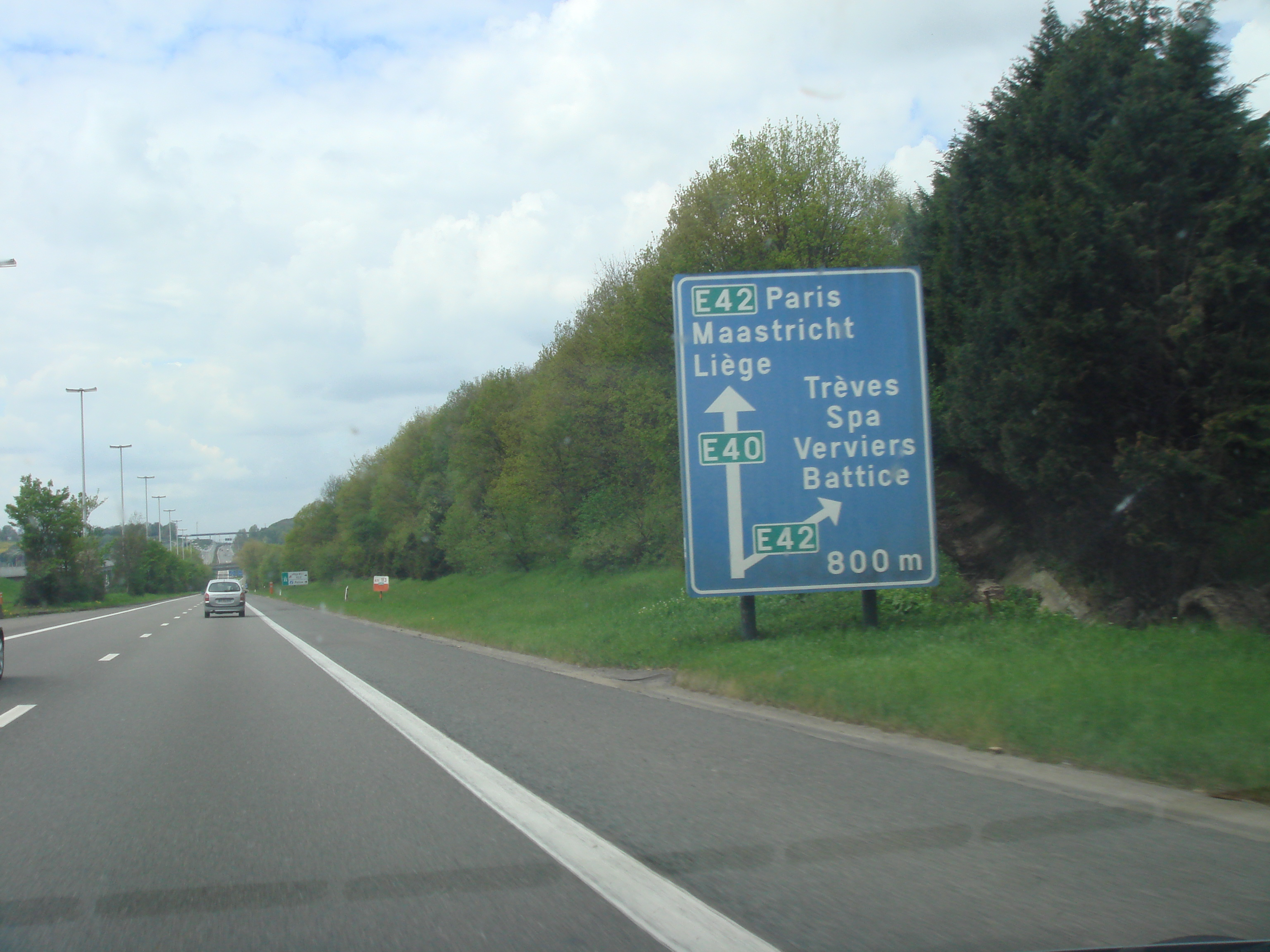
Die A3 Abfahrt zur A27/E42
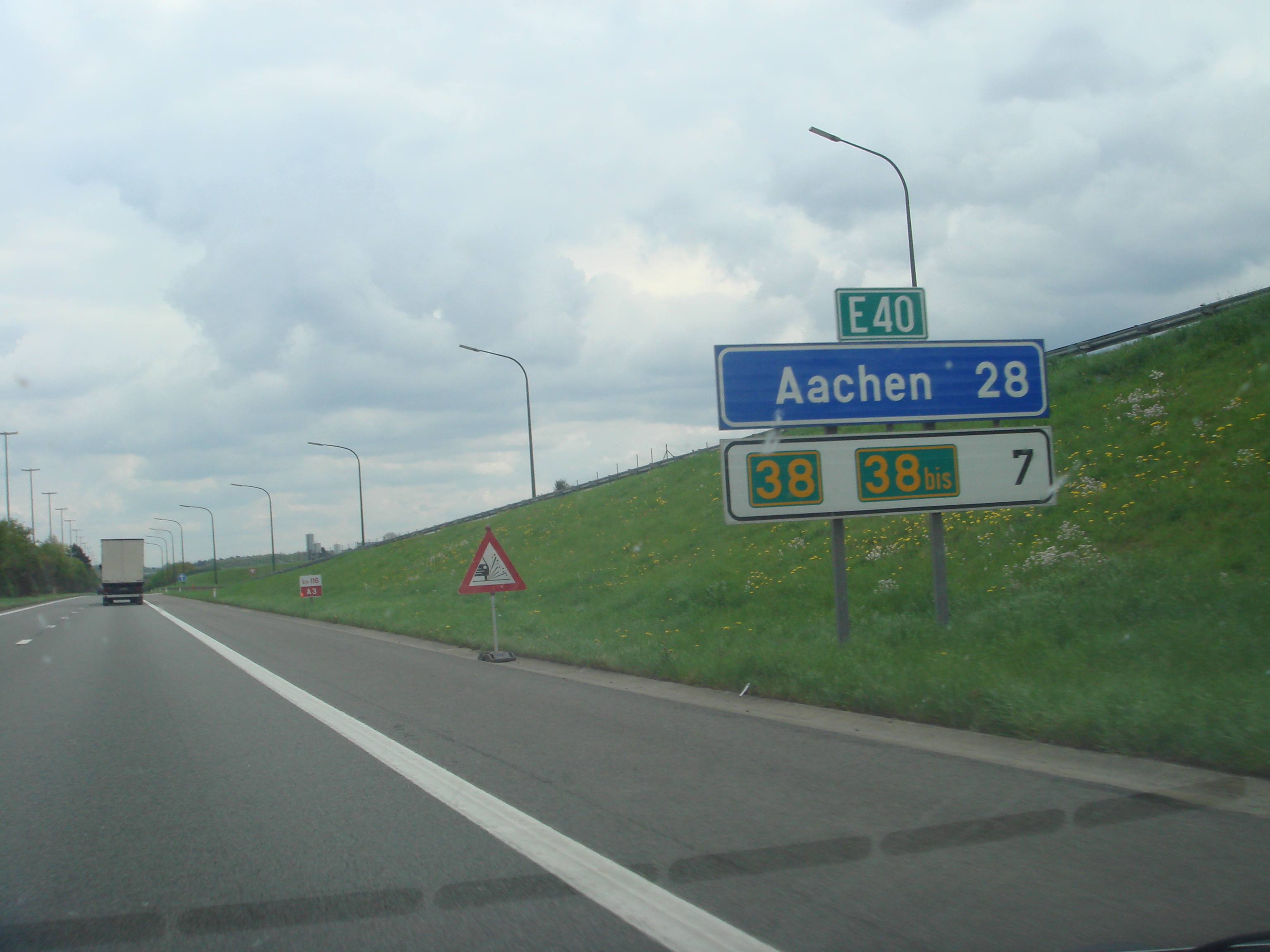
Die A3 in Richtung Aachen
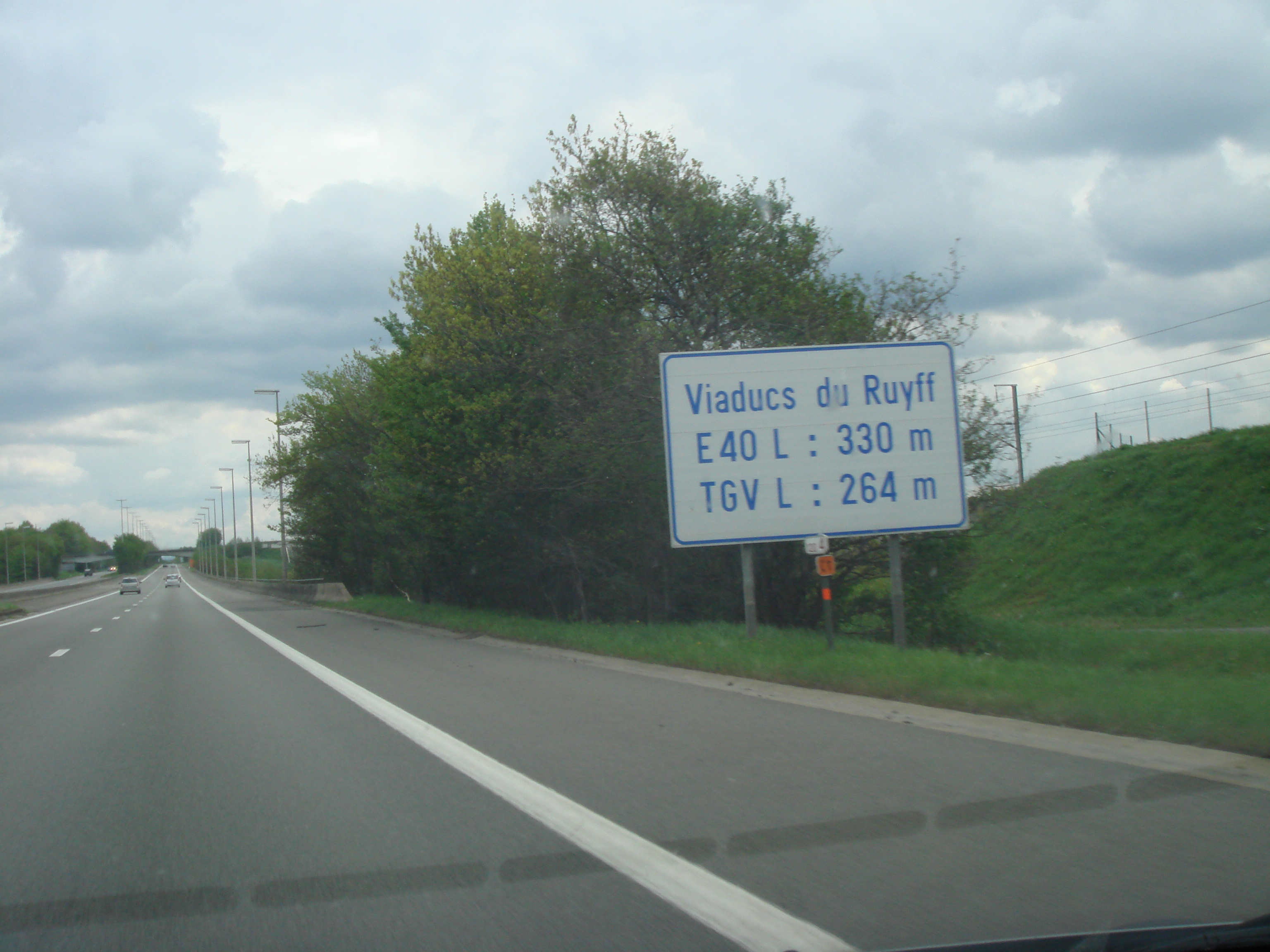
Die A3/HSL3 Ruyfftalbrücken